# 照井資規
照井 資規（てるい もとき、1973年2月1日 - ）は、日本国愛知県出身のジャーナリスト、社会志向起業家、発明家（特許2件 特許第6456117号「鋏」特許第6293989号「傷病者特定システム及び特定方法」）。一般社団法人Tacmeda（タックメダ）協議会代表理事。日本災害医学会会員、クライシスマネージャー、防災士、ふじのくに防災士。
元陸上自衛官（普通科と衛生科の両職種の研究を行った唯一の幹部）で、災害医療、事態対処医療、軍事医療を専門とする。

## 経歴
北海学園大学法学部2部に在学しながら、HTB映像株式会社に勤務。その後陸上自衛隊に入隊、普通科陸士、陸曹（対戦車特技）を経て衛生科幹部。自衛隊在隊中には部内機関誌の記事執筆、教科書の改訂、教育資料作成の協力を行っていた。
退官後、一般社団法人TACMEDA（タックメダ、アジア事態対処医療協議会）代表理事に就任。ジャーナリストとして活動すると共に、国内外で戦闘外傷救護の教育、関連装備品の販売を行っている。
日本工業大学大学院技術経営研究科修了。MOT：Management of Technology 技術経営修士（専門職）。

## 職歴
HTB映像株式会社（北海道テレビ放送の子会社）（当時の名称）に勤務し、北海学園法学部（2部）に通学しながら報道番組制作、テレビ局でのニュース番組放映に携わることで戦後最大と言われた日本の危機を報道の視点から見続ける。
- 1995年1月17日　阪神・淡路大震災
- 1995年3月20日　地下鉄サリン事件
- 1995年3月22日　オウム真理教事件　当時山梨県西八代郡上九一色村 （現・南都留郡富士河口湖町）に建築されていた オウム真理教の活動拠点の一つ、 第6サティアン一帯の強制捜査
- 1995年6月21日　全日空857便ハイジャック事件（函館ハイジャック事件）等

## 陸上自衛隊勤務歴
- 1995年10月26日 - 陸上自衛隊に入隊、第3教育連隊　新隊員前期課程（北海道札幌市真駒内駐屯地）
- 1996年1月29日 - 第10普通科連隊に異動　新隊員後期課程（北海道滝川市滝川駐屯地）
- 1996年4月3日 - 第18普通科連隊第1中隊に異動　対戦車弾薬手（北海道札幌市真駒内駐屯地）
- 2001年7月5日 - 第一陸曹教育隊　陸曹候補生課程（北海道千歳市東千歳駐屯地）
- 2001年10月11日 - 第一陸曹教育隊　ATM課程（北海道千歳市東千歳駐屯地）
- 2002年1月19日 - 第18普通科連隊第1中隊　対戦車操作手（北海道札幌市真駒内駐屯地） 戦闘職種（普通科：歩兵に相当） 対戦車特技陸曹として勤務し、現代の歩兵戦闘、対機甲戦闘、陸上戦闘に精通する。 師団司令部でのコンピューターネットワーク陸曹勤務にてINＴ関連技術を習得 陸上自衛隊　機関誌　FUJI300号では　教育訓練関連の論文が優秀として表彰される。 以降、執筆した武器関連の記事は連続して、年度優秀記事として表彰される。国際緊急援助隊、イラク復興支援第12次派遣訓練隊要員としての訓練を通じ 自衛隊の国際活動に精通する。
- 2007年3月 - 陸上自衛隊幹部候補生になる際に医療職種（衛生科）へ職種を変更
- 2008年4月 - 陸上自衛隊衛生官に任官（陸自衛生科部隊の指揮官・幕僚、軍事医療に関する研究、教官を担う幹部)
- 2009年3月 - 北朝鮮が発射したテポドンの東北地方上空通過直前に陸上自衛隊岩手駐屯地に赴任、第9戦車大隊　衛生小隊長として勤務
- 2009年7月 - 演習にて最前線における戦闘部隊の救命・救護訓練が優秀であるとして陸上自衛隊第9師団長より表彰される
- 2009年12月 - 東北方面防衛衛生学会にて第一線医療部隊の教育・訓練に関する演題が学会最優秀として表彰される
- 2010年11月 - 岩手県災害拠点病院DMATと陸自衛生小隊との共同訓練がNHKにて 東北全土に放映される
- 2011年3月11日 - 東日本大震災直後に岩手県久慈市に災害派遣、最初に現地入りし、活動を開始した医療部隊隊長として活動する
- 2011年4月 - 陸上自衛隊富士学校普通科部にて研究員となり小銃小隊規模の戦闘、小銃や機関銃等の武器、防弾ベスト、ヘルメット等の防護具、戦場における、救助・救出・救護・救命・治療・後送についての研究を行う。教科書「救急法及び野外衛生」の「患者輸送」の改訂に協力し、陸上自衛隊第一線救護に精通する。陸上自衛隊　機関誌　FUJI にて執筆した武器関連、救護関連の記事が連続して、年度優秀記事として表彰される。
- 2012年11月 - 陸上自衛隊の事業としてアメリカ フロリダ州 にて開催された　Tactical Medicine ESSENTIALS Train the Trainer Course (国際標準戦闘救護・初療指導員養成課程)に官費で参加し、指導員の資格を修得
- 2013年3月 - 衛生学校主任教官と共同で、陸上自衛隊初の戦場における、救助・救出・救護・救命・治療・　後送についての参考書を執筆
- 2014年3月12日 - 神戸で開催された、ITLS (International Trauma Life Support) 国際標準外傷救護・初療教育 アジア国際会議にて、日本初の事態対処医療（対テロ医療）デモンストレーションを行い、世界中に配信される
- 2014年 5月 - オーストラリアで開催された、環太平洋諸国軍ミーティング　AASAM2014（Australian Army Skill at Arms Meeting）に研究員として派遣され、世界の小銃、機関銃等の軽火器と戦闘に精通する
- 2014年8月 - 陸上自衛隊衛生学校にて研究員となり訓練資料「衛生科諸元」の改訂を担当、教科書「戦傷病の治療」の改訂に協力し、軍事医療に精通する
- 2014年11月 - アメリカ オハイオ州にてITLS (International Trauma Life Support) Advanced Military Course(国際標準野戦救護・初療課程)修了、アジア初のプロバイダーとなる
- 2014年12月 - 日米合同指揮所演習「YS57」に教訓収集要員として参加、最新の軍事医療に精通する
- 2015年11月 - アメリカ ラスベガスにてITLS (International Trauma Life Support) Advanced Military Course(国際標準野戦救護・初療課程)修了 高い評価を受ける
- 2015年11月 - 陸上自衛隊を退官　最終階級は2等陸尉
- 2016年5月 - SOFEX2016 認定ジャーナリスト
- 2016年6月 - EUROSATORY 2016 認定ジャーナリスト
- 2016年9月 - AAD2016 (Africa Aerospace and Defence)アフリカ航空宇宙防衛見本市認定ジャーナリスト

## 著書
- イラストでまなぶ！戦闘外傷救護 -COMBAT FIRST AID- 2018年2月28日 ISBN 978-4-7986-1633-9
  - 増補改訂版 2019年4月23日 ISBN 978-4-7986-1900-2 共にホビージャパン 図解緊急手当入門―恐い常識のウソ これだけは知っておけ 青春出版社 (プレイブックス)1980年8月1日 ISBN 4413012348 ISBN 978-4413012348 の著者でもある、高須クリニック院長、高須克弥氏が医療監修をしている
- 共著 二見龍レポート#2 コンバットメディックの照井資規、弾道と弾丸を語る Kindle版 2018年10月 ASIN B07JDM9S99

## 連載
- ストライクアンドタクティカルマガジン（SATマガジン） 「重要影響事態対処医療の最前線」
- 安全保障と危機管理誌
- 医薬経済誌　「平時医療体制の破綻に備える」